# Андерсон, Джерри
Дже́рри А́ндерсон (англ. Gerry Anderson; урожд. Джеральд Александр Абрахамс, англ. Gerald Alexander Abrahams; 14 апреля 1929 года — 26 декабря 2012 года) — британский телевизионный и кинопродюсер, режиссер, писатель. Кавалер ордена Британской империи. Стал знаменит благодаря своим научно-фантастическим анимационным фильмам и сериалам, которые приобрели огромную мировую популярность в 1960-х годах. Андерсон работал в собственной особой технике кукольной анимации, которую назвал Supermarionation, используя для съемок марионетки с встроенными электроприводами и электронными компонентами. В частности, электроника и радиоуправление использовались для обеспечения движения губ и глаз марионеток. Основной особенностью работ Андерсона являлось использование им очень реалистичных масштабных моделей сложной техники, что, в сочетании со впечатляющими и довольно сложными для своего времени спецэффектами, принесло его сериалам и фильмам большую популярность.

## Творчество
Первой телевизионной работой Андерсона был детский анимационный сериал «Приключения Твизла» (англ. The Adventures of Twizzle) 1957 года. Затем Андерсон снял ставшие известными сериалы «Суперкар» (англ. Supercar, 1961—1962; первый выполненный в технике Supermarionation) и «Файрбол XL5» (англ. Fireball XL5, 1962), проложившие его продукции дорогу на американское телевидение. В середине 1960-х Андерсон создал свой самый успешный сериал — «Тандербёрды: Международные спасатели» (англ. Thunderbirds). На волне популярности сериала «Тандербёрды» по его мотивам были созданы ещё два полнометражных анимационных фильма: «Предвестники бури, вперед!» (англ. Thunderbirds Are GO) и «Предвестники бури 6» (англ. Thunderbird 6), оба имевшие значительный кассовый успех. В 1967—1968 годах на экраны вышел еще один сериал Андерсона, ставший очень популярным — «Капитан Скарлет и мистероны».
С начала 1970-х популярность кукольный анимации стала уменьшаться и карьера Андерсона пошла на спад. Новый этап начался в начале 1980-х годов, когда у телеаудитории возникла ностальгия по прошлым работам Андерсона, подогретая повторными показами его сериалов по субботам в Великобритании и Австралии.
Последний карьерный всплеск Андерсона пришелся на начало 2000-х, когда в 2005 году на экраны был выпущен римейк сериала «Капитан Скарлет и мистероны» под названием «Новый капитан Скарлет» (англ. Gerry Anderson's New Captain Scarlet), но выполненный уже при помощи трехмерной компьютерной анимации вместо кукольной.
Свои самые успешные работы в 1960-х Джерри Андерсон создавал в творческом союзе со своей женой Сильвией, которая работала над дизайном и костюмами персонажей, в то время как сам Андерсон больше работал над миниатюрными моделями техники, зданий и интерьеров, а также над спецэффектами. Джерри и Сильвия основали компанию AP Films (APF), позже переименованную в Century 21 Productions, под эгидой которой и проводились съемки. Их брак распался в 1980 году.
Джейми Андерсон, Сын Джерри Андерсона и его последней жены Мэри Робинс, тоже стал телепродюсером и получил известность за свою работу над сериалом «Доктор Кто». Также Джейми Андерсон уделяет много внимания сохранению творческого наследия отца.

## Избранная фильмография

### Сериалы
- Приключения Твизла (The Adventures of Twizzle; 1957—1959)
- Torchy the Battery Boy (только первый сезон; 1960)
- Four Feather Falls (1960)
- Суперкар (Supercar; 1961—1962)
- Файрбол XL5 (Fireball XL5; 1962—1963)
- Stingray (1964—1965)
- Тандербёрды: Международные спасатели (Thunderbirds; 1965—1966)
- Капитан Скарлет и мистероны (Captain Scarlet and the Mysterons; 1967—1968)
- Joe 90 (1968—1969)
- The Secret Service (1969)
- UFO (1970—1971)
- The Protectors (1972—1974)
- Space: 1999 (1975—1977)
- The Day After Tomorrow (1976)
- Terrahawks (1983—1986)
- Dick Spanner, P.I. (1987)
- Space Precinct (1994—1995)
- Lavender Castle (1999)
- Новый капитан Скарлет; 2005)

### Фильмы
- Crossroads to Crime (1960)
- Предвестники бури, вперед! (Thunderbirds Are Go; 1966)
- Предвестники бури 6 (Thunderbird 6; 1968)
- Путешествие по ту сторону Солнца (Doppelgänger; 1969)